# Américo Gallego
Américo Rubén Gallego (Morteros, Córdoba, 25 de abril de 1955) es un exfutbolista y exentrenador argentino. Se desempeñó como mediocampista y su primer equipo fue Newell's Old Boys, donde debutó en 1972.
En 1978 ganó la Copa Mundial de la FIFA con la selección argentina; y posteriormente ganó la Copa Libertadores 1986, la Copa Intercontinental 1986 y la Copa Interamericana 1987, todas con River Plate.
Tras su retiro como jugador en 1987 comenzó su carrera como entrenador, con la particularidad de haberse consagrado campeón con los primeros cuatro equipos en los que estuvo al frente: River Plate, Independiente, Newell's Old Boys y Deportivo Toluca.
A principios de 2008 decidió finalizar su vínculo como entrenador de los Tigres de la UANL, club con el cual no logró obtener el título de liga. Al año siguiente se hizo cargo del equipo de Independiente, sin embargo y luego de cuajar una buena temporada con el Rojo, es sorpresivamente destituido de su cargo por parte de la directiva del equipo en mayo del 2010.
Después de casi 9 meses de inactividad, el 22 de febrero de 2011 fue presentado como el nuevo entrenador de Colo-Colo. 
Se acordó en su momento que el contrato fuera por una temporada y se transformó en el entrenador mejor pagado en la historia del fútbol chileno.
Sus últimas dos experiencias como entrenador no fueron buenas. En 2012 volvió a Independiente con el objetivo de salvarlo del descenso pero, tras una floja campaña, renunció al cargo poco antes de terminar la temporada dejando sin chances de salvación a Independiente que bajó directamente a la B Nacional. Poco tiempo después, regresó a Newell's pero tras seis meses de resultados irregulares y con conflictos con el plantel, decide finalizar su segunda etapa como entrenador de la Lepra.

## Jugador

### Selección Argentina
Gallego integró en varias oportunidades la Selección de fútbol de Argentina, participando en las Copas Mundiales de Argentina 1978 y España 1982, y logrando obtener el título en el año 1978.
Totalizó 11 encuentros en Copas Mundiales, sumando 982 minutos en cancha.

#### Participaciones en Copas del Mundo
| Mundial                        | Sede      | Resultado     | PJ |
| ------------------------------ | --------- | ------------- | -- |
| Copa Mundial de Fútbol de 1978 | Argentina | Campeón       | 7  |
| Copa Mundial de Fútbol de 1982 | España    | Segunda ronda | 4  |

## Entrenador
Tras su retiro como futbolista en 1988, Gallego comenzó su carrera como entrenador. Entre los años 1989 y 1994 fue ayudante de Daniel Passarella en el Club Atlético River Plate.
Luego de que el mencionado Passarella dejara el cargo para asumir al frente de la Selección de fútbol de Argentina, la dirigencia del club le ofreció a Gallego el cargo de entrenador, el cual aceptó. Ese mismo año, Gallego se consagraría campeón invicto del Torneo Apertura 1994. Posteriormente, en 1995, se sumaría al equipo técnico de Passarella en la Selección Argentina.
En los años subsiguientes, Gallego logró establecer tres récords más que destacados para la historia del fútbol argentino:
- Consagrarse campeón con los primeros 4 equipos en los que estuvo al frente: River Plate (2), Independiente, Newell's Old Boys y Deportivo Toluca.

- Obtener cuatro títulos en cuatro equipos diferentes: River Plate, Independiente, Newell's Old Boys y Deportivo Toluca. Este récord lo comparte con Alfredo Di Stéfano.

- Obtener cuatro títulos de Primera división argentina con tres equipos diferentes: River Plate, Independiente y Newell's Old Boys. Este récord lo comparte con José Yudica.

Finalizado su contrato con el Deportivo Toluca, Gallego se integró a las filas de los Tigres UANL en mayo de 2007. En febrero de 2008, después de la derrota sufrida ante el Pachuca Club de Fútbol por 6:1, Enrique Borja, presidente de Tigres UANL, anunció en conferencia de prensa que Américo Gallego dejaba de ser el entrenador del equipo. Poco después el propio "Tolo" habló con los medios de comunicación respecto a su alejamiento de la citada institución y aseguró irse en buenos términos.
Seguidamente se desempeñó como técnico de Independiente. En su primer partido en la vuelta a Independiente, Gallego perdió 5 a 1 contra Lanús,teniendo malos resultados, en un plantel que el no había conformado. Sin embargo a mitad de año, incorporó jugadores de su paladar. El equipo del Tolo mejoró notablemente para el Apertura 2009, tanto que terminó tercero y pudo derrotar a River (3-1), Boca(2-1), San Lorenzo(3-0) y Racing(2-1) en calidad de visitante. Al finalizar el campeonato, al presidente de Independiente decidió rescindirle el contrato como entrenador del "Rojo" diciendo que había que aminorar los costos y el contrato con Gallego era elevado. En su lugar asumió Daniel Garnero pero al no encontrar resultados positivos fue despedido y los dirigentes del Rojo le ofrecieron de nuevo el cargo a Gallego, pero este se negó a tomarlo.

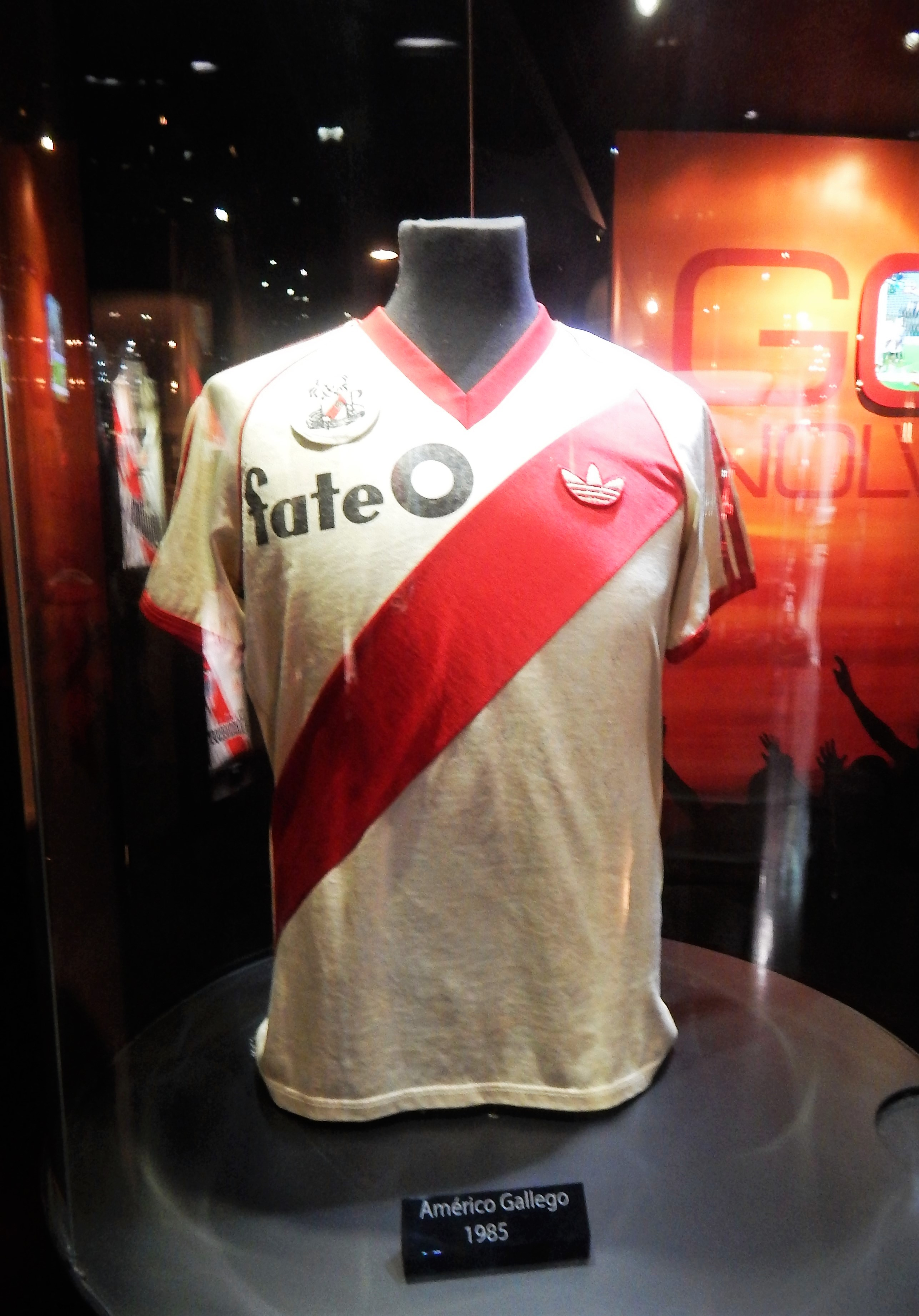
Camiseta de River de Gallego utilizada en 1985, presente en el Museo River Plate.

Después de su paso por el Rojo de Avellaneda, el 22 de febrero de 2011 se hizo cargo de la banca de Colo-Colo por una temporada. Su misión fue sacar al equipo del último lugar de la tabla de posiciones del Torneo de Apertura de Chile y mejorar el nivel del plantel, además de hacer una buena Copa Libertadores. En el torneo chileno logró ese objetivo y dejarlo en la etapa de play-offs, pero fue eliminado por la Universidad Católica de forma temprana, y con ello llegaron de inmediato las críticas a su desempeño.
En el torneo sub-continental no logró pasar la fase de grupos, al caer estrepitosamente y de local frente a Cerro Porteño por 2-3. En el segundo semestre, Gallego armó el plantel con los jugadores que él mismo pidió y en las dos primeras fechas del Torneo de Clausura, el equipo seguía con las mismas falencias mostradas en el torneo anterior. Todo aquello, y la eliminación en la tercera ronda de Copa Chile, colmaron la paciencia no sólo de los hinchas que pedían la salida del entrenador, sino que también de la dirigencia, y le dio un plazo de cuatro partidos para hacer que el equipo mejorara su juego. Sin embargo, el 18 de agosto Gallego fue despedido por la dirigencia de Blanco y Negro luego de la segunda peor campaña en la historia de la concesionaria.
Luego de poco más de un año sin trabajar como Director Técnico y tras algunos coqueteos con Independiente, firmó contrato el 29 de agosto de 2012 con el club de Avellaneda por un año. El 13 de abril de 2013, decide renunciar al primer equipo tras los malos resultados y el bajísimo promedio, prácticamente descendido. Luego del pálido empate contra Unión 1-1 en Avellaneda el día anterior, no pudo soportar las presiones de los hinchas y un sector de la prensa, aunque el presidente Javier Cantero lo había ratificado en el cargo el día antes. En ese ciclo tuvo un rendimiento del 37%. En noviembre de 2014 se confirma su llegada a Newell's Old Boys, como reemplazante de Gustavo Raggio para el 2015.
El 1 de junio de 2015, deja de ser director técnico de Newell's Old Boys, luego de tan solo 14 fechas, motivo de una seguidilla de malos resultados.

## Estadísticas
Datos actualizados a fin de carrera deportiva.

### Como jugador

#### Clubes
| Newell's Old Boys Argentina |               |               |     |    |    |    |    |     |     |    |
| 1.ª | 1974          | 4             | 0   | -  | -  | -  | -  | 4   | 0   |    |
| 1.ª | 1975          | 27            | 2   | -  | -  | 5  | 1  | 32  | 3   |    |
| 1.ª | 1976          | 45            | 5   | -  | -  | -  | -  | 45  | 5   |    |
| 1.ª | 1977          | 56            | 6   | -  | -  | -  | -  | 56  | 6   |    |
| 1.ª | 1978          | 27            | 7   | -  | -  | -  | -  | 27  | 7   |    |
| 1.ª | 1979          | 29            | 1   | -  | -  | -  | -  | 29  | 1   |    |
| 1.ª | 1980          | 46            | 4   | -  | -  | -  | -  | 46  | 4   |    |
| 1.ª | 1981          | 28            | 0   | -  | -  | -  | -  | 28  | 0   |    |
| Total club | Total club    | 262           | 25  | 0  | 0  | 5  | 1  | 267 | 26  |    |
| River Plate Argentina |               |               |     |    |    |    |    |     |     |    |
| 1.ª |               |               |     |    |    |    |    |     |     |    |
| 1981 | 15            | 1             | -   | -  | -  | -  | 15 | 1   |     |    |
| 1982 | 18            | 0             | -   | -  | 6  | 1  | 24 | 1   |     |    |
| 1983 | 34            | 3             | -   | -  | -  | -  | 34 | 3   |     |    |
| 1984 | 30            | 4             | -   | -  | -  | -  | 30 | 4   |     |    |
| 1985 | 12            | 0             | -   | -  | -  | -  | 12 | 0   |     |    |
| 1985-86 | 32            | 1             | -   | -  | 10 | 0  | 42 | 1   |     |    |
| 1986-87 | 16            | 0             | -   | -  | 4  | 0  | 20 | 0   |     |    |
| 1987-88 | 23            | 1             | -   | -  | 2  | 0  | 25 | 1   |     |    |
| Total club | Total club    | 180           | 10  | 0  | 0  | 22 | 1  | 202 | 11  |    |
| Total carrera | Total carrera | Total carrera | 442 | 35 | 0  | 0  | 27 | 2   | 469 | 37 |
| (1) Incluye datos de la Copa Libertadores (1975, 1982, 1986, 1987); Copa Interamericana (1986); Copa Intercontinental (1986). (2) No incluye goles en partidos amistosos. |               |               |     |    |    |    |    |     |     |    |

### Como entrenador
| Equipo                          | Div.                            | Torneo                                | Estadísticas | Estadísticas | Estadísticas | Estadísticas | Estadísticas | Estadísticas | Estadísticas | Estadísticas |
| Equipo                          | Div.                            | Torneo                                | PJ           | G            | E            | P            | GF           | GC           | DG           | Efectividad  |
| ------------------------------- | ------------------------------- | ------------------------------------- | ------------ | ------------ | ------------ | ------------ | ------------ | ------------ | ------------ | ------------ |
| River Plate Argentina           | 1.ª                             |                                       |              |              |              |              |              |              |              |              |
| River Plate Argentina           | 1.ª                             | Apertura 1994                         | 19           | 12           | 7            | 0            | 31           | 14           | +17          | 81.58%       |
| River Plate Argentina           | 1.ª                             | Supercopa Sudamericana 1994           | 4            | 1            | 3            | 0            | 4            | 3            | +1           | 62.5%        |
| River Plate Argentina           | Total                           | Total                                 | 23           | 13           | 10           | 0            | 35           | 17           | +18          | 78.26%       |
| River Plate Argentina           | 1.ª                             |                                       |              |              |              |              |              |              |              |              |
| River Plate Argentina           | 1.ª                             | Clausura 2000                         | 19           | 12           | 6            | 1            | 44           | 17           | +27          | 73.68%       |
| River Plate Argentina           | 1.ª                             | Copa Libertadores 2000                | 10           | 5            | 3            | 2            | 18           | 13           | +5           | 60%          |
| River Plate Argentina           | 1.ª                             | Apertura 2000                         | 19           | 10           | 7            | 2            | 41           | 24           | +17          | 64.91%       |
| River Plate Argentina           | 1.ª                             | Copa Mercosur 2000                    | 10           | 6            | 2            | 2            | 17           | 14           | +3           | 66.67%       |
| River Plate Argentina           | 1.ª                             | Clausura 2001                         | 19           | 13           | 2            | 4            | 48           | 27           | +21          | 71.93%       |
| River Plate Argentina           | 1.ª                             | Copa Libertadores 2001                | 10           | 5            | 1            | 4            | 18           | 11           | +7           | 53.33%       |
| River Plate Argentina           | Total                           | Total                                 | 87           | 51           | 21           | 15           | 186          | 106          | +80          | 66.67%       |
| River Plate Argentina           | Total en River                  | Total en River                        | 110          | 64           | 31           | 15           | 221          | 123          | +98          | 67.58%       |
| Independiente Argentina         | 1.ª                             | Clausura 2002                         | 7            | 0            | 5            | 2            | 3            | 8            | -5           | 23.81%       |
| Independiente Argentina         | 1.ª                             | Apertura 2002                         | 19           | 13           | 4            | 2            | 48           | 19           | +29          | 75.44%       |
| Independiente Argentina         | 1.ª                             | Clausura 2003                         | 12           | 3            | 4            | 5            | 11           | 18           | -7           | 36.11%       |
| Independiente Argentina         | Total                           | Total                                 | 38           | 16           | 13           | 9            | 62           | 45           | +17          | 53.51%       |
| Newell's Old Boys Argentina     | 1.ª                             | Clausura 2004                         | 19           | 4            | 10           | 5            | 28           | 25           | +3           | 38.6%        |
| Newell's Old Boys Argentina     | 1.ª                             | Apertura 2004                         | 19           | 10           | 6            | 3            | 22           | 11           | +11          | 63.16%       |
| Newell's Old Boys Argentina     | Total                           | Total                                 | 38           | 14           | 16           | 8            | 50           | 36           | +14          | 50.88%       |
| Toluca · México                 | 1.ª                             |                                       |              |              |              |              |              |              |              |              |
| Toluca · México                 | 1.ª                             | Apertura 2005                         | 23           | 12           | 6            | 5            | 36           | 25           | +11          | 60.87%       |
| Toluca · México                 | 1.ª                             | Clausura 2006                         | 21           | 8            | 4            | 9            | 27           | 25           | +2           | 44.44%       |
| Toluca · México                 | 1.ª                             | Copa de Campeones de la Concacaf 2006 | 6            | 3            | 1            | 2            | 9            | 6            | +3           | 55.56%       |
| Toluca · México                 | 1.ª                             | Campeón de Campeones 2005-06          | 2            | 2            | 0            | 0            | 2            | 0            | +2           | 100%         |
| Toluca · México                 | 1.ª                             | Apertura 2006                         | 25           | 10           | 9            | 6            | 35           | 22           | +13          | 52%          |
| Toluca · México                 | 1.ª                             | Copa Sudamericana 2006                | 6            | 3            | 0            | 3            | 7            | 7            | 0            | 50%          |
| Toluca · México                 | 1.ª                             | Clausura 2007                         | 17           | 3            | 10           | 4            | 15           | 17           | -2           | 37.25%       |
| Toluca · México                 | 1.ª                             | Copa Libertadores 2007                | 8            | 5            | 0            | 3            | 13           | 11           | +2           | 62.5%        |
| Toluca · México                 | Total                           | Total                                 | 108          | 46           | 30           | 32           | 134          | 113          | +21          | 54.32%       |
| Tigres · México                 | 1.ª                             | Apertura 2007                         | 17           | 4            | 4            | 9            | 16           | 22           | -6           | 31.37%       |
| Tigres · México                 | 1.ª                             | Clausura 2008                         | 5            | 1            | 1            | 3            | 3            | 12           | -9           | 26.67%       |
| Tigres · México                 | Total                           | Total                                 | 22           | 5            | 5            | 12           | 19           | 34           | -15          | 30.3%        |
| Independiente Argentina         | 1.ª                             | Clausura 2009                         | 12           | 3            | 2            | 7            | 13           | 26           | -13          | 30.56%       |
| Independiente Argentina         | 1.ª                             | Apertura 2009                         | 19           | 10           | 4            | 5            | 30           | 20           | +10          | 59.65%       |
| Independiente Argentina         | 1.ª                             | Clausura 2010                         | 19           | 10           | 4            | 5            | 25           | 18           | +7           | 59.65%       |
| Independiente Argentina         | Total                           | Total                                 | 50           | 23           | 10           | 17           | 68           | 64           | +4           | 52.67%       |
| Colo-Colo · Chile               | 1.ª                             | Apertura 2011                         | 13           | 5            | 4            | 4            | 24           | 19           | +5           | 48.72%       |
| Colo-Colo · Chile               | 1.ª                             | Copa Libertadores 2011                | 5            | 3            | 0            | 2            | 13           | 11           | +2           | 60%          |
| Colo-Colo · Chile               | 1.ª                             | Copa Chile 2011                       | 6            | 2            | 2            | 2            | 9            | 9            | 0            | 44.44%       |
| Colo-Colo · Chile               | 1.ª                             | Clausura 2011                         | 3            | 2            | 0            | 1            | 5            | 4            | +1           | 66.67%       |
| Colo-Colo · Chile               | Total                           | Total                                 | 27           | 12           | 6            | 9            | 51           | 43           | +8           | 51.85%       |
| Independiente Argentina         | 1.ª                             | Inicial 2012                          | 15           | 3            | 6            | 6            | 16           | 20           | -4           | 33.33%       |
| Independiente Argentina         | 1.ª                             | Copa Sudamericana 2012                | 4            | 2            | 1            | 1            | 7            | 6            | +1           | 58.33%       |
| Independiente Argentina         | 1.ª                             | Final 2013                            | 9            | 2            | 3            | 4            | 6            | 9            | -3           | 33.33%       |
| Independiente Argentina         | Total                           | Total                                 | 28           | 7            | 10           | 11           | 29           | 35           | -6           | 36.9%        |
| Independiente Argentina         | Total en Independiente          | Total en Independiente                | 116          | 46           | 33           | 37           | 159          | 144          | +15          | 49.14%       |
| Newell's Old Boys Argentina     | 1.ª                             | 2015                                  | 14           | 5            | 5            | 4            | 15           | 14           | +1           | 47.62%       |
| Newell's Old Boys Argentina     | 1.ª                             | Copa Argentina 2014-15                | 1            | 0            | 0            | 1            | 0            | 2            | -2           | 0%           |
| Newell's Old Boys Argentina     | Total                           | Total                                 | 15           | 5            | 5            | 5            | 15           | 16           | -1           | 44.44%       |
| Newell's Old Boys Argentina     | Total en Newell's Old Boys      | Total en Newell's Old Boys            | 53           | 19           | 21           | 13           | 65           | 52           | +13          | 49.06%       |
| Panamá · Panamá                 |                                 |                                       |              |              |              |              |              |              |              |              |
| Amistosos                       | Amistosos                       | 2                                     | 1            | 1            | 0            | 2            | 0            | +2           | 66.67%       |              |
| Concacaf Nations League 2019-20 | Concacaf Nations League 2019-20 | 4                                     | 1            | 0            | 3            | 5            | 9            | -4           | 25%          |              |
| Total                           | Total                           | 6                                     | 2            | 1            | 3            | 7            | 9            | -2           | 38.89%       |              |
| Total en su carrera             | Total en su carrera             | Total en su carrera                   | 442          | 194          | 127          | 121          | 656          | 518          | +138         | 53.47%       |

## Selección nacional
| Selección | Año   | Amistoso | Amistoso | Copa América | Copa América | Eliminatorias | Eliminatorias | Copa del Mundo | Copa del Mundo | Total | Total |
| Selección | Año   | PJ       | G        | PJ           | G            | PJ            | G             | PJ             | G              | PJ    | G     |
| Argentina | 1975  | 3        | 0        | 4            | 1            | -             | -             | -              | -              | 7     | 1     |
| Argentina | 1976  | 13       | 0        | -            | -            | -             | -             | -              | -              | 13    | 0     |
| Argentina | 1977  | 9        | 0        | -            | -            | -             | -             | -              | -              | 9     | 0     |
| Argentina | 1978  | 6        | 1        | -            | -            | -             | -             | 7              | 0              | 13    | 1     |
| Argentina | 1979  | 8        | 0        | 1            | 0            | -             | -             | -              | -              | 9     | 0     |
| Argentina | 1980  | 10       | 0        | -            | -            | -             | -             | -              | -              | 10    | 0     |
| Argentina | 1981  | 4        | 1        | -            | -            | -             | -             | -              | -              | 4     | 1     |
| Argentina | 1982  | 4        | 0        | -            | -            | -             | -             | 4              | 0              | 8     | 0     |
| Argentina | Total | 57       | 2        | 5            | 1            | -             | -             | 11             | 0              | 73    | 3     |

### Resumen estadístico
| Competición            | Encuentros | Goles | Promedio |
| ---------------------- | ---------- | ----- | -------- |
| Primera División       | 442        | 35    | 0,07     |
| Copas internacionales  | 27         | 2     | 0,07     |
| Selección de Argentina | 73         | 3     | 0,04     |
| Total                  | 542        | 40    | 0,07     |

## Palmarés

### Como jugador

#### Campeonatos nacionales
| Título                         | Club        | Sede         | Año      |
| ------------------------------ | ----------- | ------------ | -------- |
| Campeonato de Primera División | River Plate | Buenos Aires | N - 1981 |
| Campeonato de Primera División | River Plate | Buenos Aires | 1985/86  |

#### Campeonatos internacionales
| Título                  | Club                | Sede         | Año  |
| ----------------------- | ------------------- | ------------ | ---- |
| Copa Mundial de la FIFA | Selección Argentina | Buenos Aires | 1978 |
| Copa Libertadores       | River Plate         | Buenos Aires | 1986 |
| Copa Intercontinental   | River Plate         | Tokio        | 1986 |
| Copa Interamericana     | River Plate         | Buenos Aires | 1987 |

### Como asistente técnico

#### Campeonatos nacionales
| Título                         | Club        | Sede         | Año      |
| ------------------------------ | ----------- | ------------ | -------- |
| Campeonato de Primera División | River Plate | Buenos Aires | 1989/90  |
| Campeonato de Primera División | River Plate | Buenos Aires | A - 1991 |
| Campeonato de Primera División | River Plate | Buenos Aires | A - 1993 |

#### Campeonatos internacionales
| Título               | Selección        | Sede          | Año  |
| -------------------- | ---------------- | ------------- | ---- |
| Juegos Panamericanos | Argentina sub-23 | Mar del Plata | 1995 |
| Juegos Olímpicos     | Argentina sub-23 | Athens        | 1996 |

### Como entrenador

#### Campeonatos nacionales
| Título                         | Club              | Sede         | Año      |
| ------------------------------ | ----------------- | ------------ | -------- |
| Campeonato de Primera División | River Plate       | Buenos Aires | A - 1994 |
| Campeonato de Primera División | River Plate       | Buenos Aires | C - 2000 |
| Campeonato de Primera División | Independiente     | Avellaneda   | A - 2002 |
| Campeonato de Primera División | Newell's Old Boys | Rosario      | A - 2004 |
| Primera División de México     | Toluca            | Monterrey    | A - 2005 |
| Campeón de Campeones           | Toluca            | Pachuca      | 2005/06  |

| Predecesor: Daniel Passarella Ramón Díaz | Entrenadores del Club Atlético River Plate 1994 2000 - 2001 | Sucesor: Carlos Babington Ramón Díaz |